# Szczeglin (przystanek kolejowy)
Szczeglin – nieczynny przystanek kolejowy w Dąbrówce, w województwie kujawsko-pomorskim, w Polsce.